# Apple A18
Apple A18 та Apple A18 Pro — пара 64-бітних систем на чипі на базі ARM, розроблених компанією Apple Inc., що входять до серії Apple Silicon. Ці чипи використовуються в лінійках iPhone 16 та iPhone 16 Pro і виготовлені за другим поколінням 3-нм технологічного процесу компанії TSMC. Представлені 9 вересня 2024 року, вони стали наступниками процесорів Apple A16 Bionic і Apple A17 Pro відповідно.

## Дизайн
Apple A18 і A18 Pro мають 64-бітний ARMv9.2-A шестиядерний центральний процесор, спроєктований компанією Apple. Він містить два високопродуктивні ядра та чотири енергоефективні. A18 оснащений п'ятиядерним, а A18 Pro — шестиядерним графічним процесором, а також нейронним процесором із 16 ядрами.

### Центральний процесор
Apple стверджує, що новий чип A18 забезпечує на 30 % вищу продуктивність центрального процесора порівняно з iPhone 15 із чипом A16 Bionic і на 50 % — порівняно з iPhone 14 із чипом A15 Bionic. Він може досягати аналогічної продуктивності, як і A16 Bionic, при споживанні на 30 % менше енергії.
Чип A18 Pro забезпечує на 15 % вищу продуктивність центрального процесора порівняно з A17 Pro і може досягати такої ж продуктивності, як і A17 Pro, при цьому споживаючи на 20 % менше енергії. Apple також зазначає, що чип A18 Pro має більші кеші порівняно з версією A18 без позначки Pro.

### Графічний процесор
Чип A18 має новий п'ятиядерний графічний процесор, розроблений Apple, який додає апаратне прискорення для трасування променів і підтримку затінення сіток для лінійки без позначки Pro. За словами Apple, новий чип A18 забезпечує до 40 % вищу продуктивність графічного процесора у порівнянні з iPhone 15 на базі A16 Bionic і може досягати такої ж продуктивності, як A16 Bionic, споживаючи при цьому на 35 % менше енергії.
A18 Pro має на один графічний процесор більше, що робить його шестиядерним графічним процесором, і забезпечує на 20 % вищу продуктивність у порівнянні з графічним процесором у чипі A17 Pro. Apple зазначає, що A18 Pro має вдвічі швидше апаратне трасування променів, хоча не уточнює, чи є ця функція ексклюзивною для A18 Pro порівняно з не-Pro версією.

### Додаткові функції
Чип A18 Pro також відрізняється від не-Pro версії вдосконаленими мультимедійними функціями, включаючи нові графічні рушії, швидші USB-контролери та нові процесори обробки відео і зображень. Apple заявляє, що новий відеокодер обробляє вдвічі більше даних, ніж чип A17 Pro. A18 має застарілий контролер USB 2.0, який забезпечує швидкість до 480 Мбіт/с через порт USB-C. Натомість A18 Pro оснащений контролером USB 3.2 Gen 2, який підтримує швидкість до 10 Гбіт/с.

## Нейронний рушій та обробка штучного інтелекту
Apple стверджує, що новий 16-ядерний Neural Engine здатний виконувати 35 трильйонів операцій на секунду, що вдвічі швидше для задач машинного навчання порівняно з чипом A16 Bionic. Чип A18 Pro може запускати функції Apple Intelligence на 15 % швидше порівняно з A17 Pro. Згідно з бенчмарками, усі чипи серії A18 мають 8 ГБ оперативної пам'яті, а також на 17 % більшу пропускну здатність пам'яті.
Нейронний рушій чипа A18, з 35 TOPS, приблизно в 58,33 раза потужніший за нейронний рушій чипа Apple A11 (600 мільярдів операцій на секунду проти 35 трильйонів операцій на секунду), який був першим чипом Apple з Neural Engine. Чип A11 був представлений у 2017 році.

#### Порівняння нейронної обробки між поколіннями чипів
| Чип        | TOPS  | Рік випуску | Обчислювальна потужність порівняно з A18 |
| ---------- | ----- | ----------- | ---------------------------------------- |
| A11 Bionic | 0,6   | 2017        | 1,71 %                                   |
| A12 Bionic | 5,0   | 2018        | 14,29 %                                  |
| A13 Bionic | 6,0   | 2019        | 17,14 %                                  |
| A14 Bionic | 11,0  | 2020        | 31,43 %                                  |
| A15 Bionic | 15,8  | 2021        | 45,14 %                                  |
| A16 Bionic | 17,0  | 2022        | 48,57 %                                  |
| A17 Pro    | 35,0  | 2023        | 100,00 %                                 |
| A18        | 35,0* | 2024        | 100,00 %*                                |

*Хоча A18 теоретично здатний виконувати таку ж кількість операцій на секунду, як і A17 Pro, реальна продуктивність може бути вищою через покращення інших компонентів системи на чипі, зокрема більшу пропускну здатність пам'яті. Apple стверджує, що A18 Pro на 15 % швидший у виконанні задач Apple Intelligence порівняно з A17 Pro.